# NGC 1528
NGC 1528 je otvoreni skup u zviježđu Perzeju. 

## Vanjske poveznice
- SEDS: NGC 1528